# Muntele Hood (pictură)
Muntele Hood este un tablou realizat în ulei pe pânză de pictorul germano-american Albert Bierstadt în 1869. Lucrarea înfățișează o viziune romantică și idealizată a Muntelui Hood din Oregon, SUA, și este considerată o reprezentare emblematică a peisajului american din secolul al XIX-lea. Pictura face parte din colecția Portland Art Museum din Portland, Oregon. Tabloul măsoară 129,5 × 153 cm (51 × 60 1/4 inchi).

## Descriere și stil
Pictura prezintă Muntele Hood dintr-o perspectivă dramatică, scăldat într-o lumină aurie și învăluit într-o atmosferă romantică, caracteristici ale stilului Luminism și ale Școlii Hudson River, din care Bierstadt făcea parte. Artistul exagerează în mod deliberat înălțimea muntelui și condensarea elementelor peisagistice diverse, precum râul Columbia și Cascada Multnomah, care nu pot fi observate simultan dintr-un singur punct de belvedere. Bierstadt folosește lumina pentru a accentua monumentalitatea și splendoarea sălbatică a naturii americane, oferind privitorului o experiență aproape spirituală a Vestului. Această abordare subliniază intenția artistului de a comunica măreția metaforică a Vestului American, mai presus de acuratețea geografică.

## Context și istoric
Albert Bierstadt (1830–1902) a fost o figură proeminentă a picturii peisagistice americane. Cunoscut pentru operele sale de mari dimensiuni ce glorificau Vestul American, Bierstadt a călătorit extensiv, realizând schițe pe teren și transformându-le în picturi elaborate în atelierele sale din New York sau Londra. A vizitat Oregonul în anii 1860 și a realizat mai multe versiuni ale Muntelui Hood.
Pictura din 1869 de la Portland Art Museum este o versiune mai mică și mai rafinată a lucrării monumentale din 1865. A fost achiziționată de Simeon și Amanda Reed în timpul unei vizite la Londra și donată muzeului în 1953 (inv. nr. 53.21). A fost expusă la Expoziția Centenară de la Philadelphia din 1876.

## Recepție și semnificație
Bierstadt s-a bucurat de un succes comercial major; picturile sale erau vândute la prețuri record și influențau percepția Vestului Sălbatic. Criticii i-au reproșat uneori romanticismul excesiv și idealizarea dramatică a luminii. Spre sfârșitul carierei, gustul public schimbându-se, a căzut în uitare, apoi a fost redescoperit în anii 1970 și reevaluat ca parte a mitologiei vizuale a frontierei.

### Citări
1. 1 2 3  „Mount Hood (painting) – Wikipedia”. Wikipedia. Accesat în 30 mai 2025.
2. 1 2 3 4 5 6  „Mount Hood”. Portland Art Museum. Accesat în 30 mai 2025.
3. 1 2 3  „Mount Hood, Oregon, 1865 – Albert Bierstadt – WikiArt.org”. WikiArt.org. Accesat în 30 mai 2025.
4. 1 2 3  „Albert Bierstadt (1830-1902), Mount Hood, Oregon”. Christie's. 2014. Accesat în 30 mai 2025.
5. 1 2 3 4 5  „Bierstadt in Oregon”. WyEast Blog. 31 martie 2017. Accesat în 30 mai 2025.